# 怪談雪女郎
『怪談雪女郎』（かいだんゆきじょろう）とは、1968年4月20日に劇場公開された大映製作の映画作品。田中徳三監督、藤村志保主演。「雪女」を題材とした映画で、ホラー作品に分類されるが、ただのホラー作品に留まらない、胸を締め付けられるようなストーリーでもある。

## あらすじ
仏師の与作は師匠を雪女に殺されるが、口外しないことを条件に命だけは助かる。師匠の代わりに国分寺の本尊を彫る事になった与作は、ゆきと知り合い夫婦になる。与作は、ゆきに横恋慕した地頭の嫌がらせで窮地に立たされるが、雪の尽力で助かる。ゆきの姿に雪女の面影を見た与作は、あの晩の出来事を話してしまう。約束を破った与作に怒り、豹変して詰め寄る雪女だったが。夫婦時代の思い出と子供の泣き声に怒りが消え、与作に子供を託して消えていった。

## 配役
- 藤村志保 : ゆき
- 石浜朗 : 与作
- 長谷川待子 : 奥方
- 内藤武敏 : 美濃権守
- 須賀不二男 : 惣寿
- 北原義郎 : 成尋
- 村瀬幸子 : そよ
- 北城寿太郎 : 松川
- 原泉 : 巫女
- 花布辰男 : 茂朝
- 沖時男 : 医師
- 藤川準 : 医師
- 堀北幸夫 : 番卒
- 越川一 : 取次の男
- 斎藤信也 : 太郎
- 鈴木瑞穂 : 行慶
- 清水将夫 : 慈雲

## スタッフ
- 監督 : 田中徳三
- 脚本 : 八尋不二
- 企画 : 久保寺生郎
- 撮影 : 牧浦地志
- 編集 : 山田弘
- 美術 : 内藤昭
- 音楽 : 伊福部昭

## 併映作品
- 『ひとり狼』: 池広一夫監督